# Gianni Buffardi
Gianni Buffardi est un producteur, scénariste et réalisateur italien né en 1930 à Rome (Latium) et mort le 22 août 1979 dans la même ville.

## Biographie
Buffardi est le beau-fils du réalisateur Carlo Ludovico Bragaglia. De 1960 à 1963, il produit une série de films de Sergio Corbucci et Steno, pour la plupart couronnés de succès, avec des acteurs comme Totò, dont il épouse la fille Liliana De Curtis pendant quelque temps et avec laquelle il a deux enfants, et Peppino De Filippo. De 1968 à 1970, après une pause de cinq ans, il finance encore un projet par an. En 1973, il s'installe une seule fois dans le fauteuil du réalisateur pour Number One, un drame policier sur une boîte de nuit à Rome, qu'il écrit (et produit bien sûr).
Buffardi était connu comme homme à femmes et fêtard et était une figure marquante de la vie nocturne romaine ; Il meurt le 22 août 1979, à l'âge de 49 ans, à l'hôpital Policlinico Umberto I, des suites d'une leptospirose contractée après s'être baigné — à la mi-juillet — dans les eaux du Tibre.

## Filmographie

### Comme producteur
- 1961 : Totò, Peppino et la Douceur de vivre (Totò, Peppino e... la dolce vita) de Sergio Corbucci
- 1961 : Les Deux Brigadiers (I due marescialli) de Sergio Corbucci
- 1961 : Macaronis dans le désert (Pastasciutta nel deserto) de Carlo Ludovico Bragaglia
- 1962 : L'Amnésique de Collegno (Lo smemorato di Collegno) de Sergio Corbucci
- 1962 : Totò diabolique (Totò diabolicus) de Steno
- 1962 : Les Deux Colonels (I due colonelli) de Steno
- 1962 : Les Quatre Moines (I quattro monaci) de Carlo Ludovico Bragaglia
- 1963 : Il mare de Giuseppe Patroni Griffi
- 1963 : Gli onorevoli de Sergio Corbucci
- 1963 : Totò contre les quatre (Totò contro i quattro) de Steno
- 1963 : Le Quatrième Mousquetaire (I quattro moschettieri) de Carlo Ludovico Bragaglia
- 1968 : Faustina de Luigi Magni
- 1969 : Curé de père en fils (it) (Puro siccome un Angelo papà mi fece monaco... di Monza) de Giovanni Grimaldi

### Comme directeur de production
- 1961 : Les Deux Brigadiers (I due marescialli) de Sergio Corbucci
- 1962 : Les Deux Colonels (I due colonelli) de Steno

### Comme réalisateur
- 1973 : Number One

### Comme scénariste
- 1962 : Les Quatre Moines (I quattro monaci) de Carlo Ludovico Bragaglia
- 1973 : Number One de lui-même